# UFC Fight Night: Родригес vs. Лемус
UFC Fight Night: Rodriguez vs. Lemos, также известный как UFC Fight Night 214 или UFC on ESPN+ 72 или UFC Vegas 64 — турнир по смешанным единоборствам, организованный Ultimate Fighting Championship, который был проведён 5 ноября 2022 года на спортивной арене «UFC Apex» в городе Лас-Вегас, штат Невада, США.
В главном бою вечера Аманда Лемус победила Марину Родригес техническим нокаутом в 3-м раунде. В соглавном бою Нил Магни победил Дэниела Родригеса удушающим приёмом в 3-м раунде.

## Подготовка турнира

### Главное событие турнира
Изначально в качестве заглавного события турнира был запланирован бой в полулёгком весе, в котором должны были встретиться американец Брайс Митчелл (#9 рейтинга) и россиянин Мовсар Евлоев (#10 рейтинга). Данный бой был интересен тем, что оба бойца не имеют поражений в своей карьере. Однако, 13 октября стало известно, что Митчелл остаётся без оппонента, так как Евлоев снимается с боя из-за травмы. Спустя три дня появилась неофициальная информация, что Илия Топурия (#14 рейтинга) хочет стать заменой Евлоеву и выйти на бой против Митчелла. Данный вызов вероятно был связан с тем, что сам Топурия должен был выступить неделей ранее на турнире UFC Fight Night: Каттар vs. Аллен против Эдсона Барбозы, но их бой сорвался из-за травмы последнего. Однако, уже через день Топурия отказался от участия в турнире из-за неготовности согнать весь в короткие сроки и несогласия Митчелла поменять весовую категорию для этого поединка. Позже официально было объявлено, что бой между  Митчеллом и Топурия всё-таки запланирован, но не на данном турнире, а через месяц на турнире UFC 282.

Организаторы же, не найдя Митчеллу нового подходящего соперника в короткие сроки, приняли решение о смене хедлайнеров турнира. 23 октября стало известно, что бой в женском минимальном весе между Мариной Родригес (#3 Рейтинга) и Амандой Лемус (#7 рейтинга), также запланированный на данном турнире, получит статус нового заглавного события турнира.

Первоначальное заглавное событие

| | Главное событие - Женский минимальный вес | Главное событие - Женский минимальный вес |
| --- | --- | ----------------------------------------- |
| Марина Родригес (#3) | Аманда Лемус (#7) |                                           |
| MARINA ALCALDE RODRIGUEZ 16-1-2 MMA / 6-1-2 UFC / 4 победы 35 лет (29.04.1987) Рост 168 см, размах рук 165 см Команда - Thai Brasil Floripa/A.S TEAM Место рождения - Баже, Рио-Гранди-ду-Сул, Бразилия Место жительства - Флорианополис, Санта-Катарина, Бразилия Дебют в UFC - 22.09.2018 Последние бои: SDEC, Янь Сяонань (#4), 05.03.2022 UDEC, Маккензи Дерн (#4), 09.10.2021 UDEC, Мишель Уотерсон (#4), 08.05.2021 TKO2, Аманда Рибас (#9), 23.01.2021 SDEC, Карла Эспарса (#7), 25.07.2020 | AMANDA OLIVEIRA DE LEMOS 12-2-1 MMA / 6-2 UFC / 1 победа 35 лет (22.05.1987) Рост 163 см, размах рук 165 см Команда - Marajó Brothers Team Место рождения - Белен, Пара, Бразилия Место жительства - Белен, Пара, Бразилия Дебют в UFC - 16.07.2017 Последние бои: SUB2, Мишель Уоттерсон (#10), 16.07.2022 SUB1, Жессика Андради (#1*), 23.04.2022 SDEC, Анджела Хилл (#12), 18.12.2021 KO1, Монсеррат Руис, 17.07.2021 TKO1, Ливинья Соуза (#15), 06.03.2021 |                                           |

### Анонсированные бои
| Бой | Весовая категория     | Участники боёв и их статистика в ММА           | Участники боёв и их статистика в ММА | Участники боёв и их статистика в ММА | Участники боёв и их статистика в ММА | Участники боёв и их статистика в ММА | Участники боёв и их статистика в ММА      | Участники боёв и их статистика в ММА | Участники боёв и их статистика в ММА | Участники боёв и их статистика в ММА | Участники боёв и их статистика в ММА | Примечания                 |
|     |                       | Главный кард (Main Card, ESPN+)                |                                      |                                      |                                      |                                      |                                           |                                      |                                      |                                      |                                      |                            |
| 1   | Жен. минимальный вес  | Марина Родригес (Marina Rodriguez)             | #3                                   | 16-1-2 MMA, 6-1-2 UFC                | 4 победы                             | vs.                                  | Аманда Лемус (Amanda Lemos)               | #7                                   | 12-2-1 MMA, 6-2 UFC                  | 1 победа                             | [ 10 ]                               |                            |
| 2   | Полусредний вес       | Нил Магни (Neil Magny)                         | #13                                  | 26-9 MMA, 19-8 UFC                   | 1 пораж.                             | vs.                                  | Дэниел Родригес (Daniel Rodriguez)        | #14                                  | 17-2 MMA, 7-1 UFC                    | 4 победы                             | [ 11 ]                               |                            |
|     | Тяжёлый вес           | Чейз Шерман (Chase Sherman)                    |                                      | 16-10 MMA, 4-9 UFC                   | 1 победа                             | vs.                                  | Джош Парисян (Josh Parisian)▼             |                                      | 15-5 MMA, 2-2 UFC                    | 1 победа                             | [ 12 ]                               |                            |
| 4   | Наилегчайший вес      | Тагир Уланбеков (Tagir Ulanbekov)              |                                      | 13-2 MMA, 2-1 UFC                    | 1 пораж.                             | vs.                                  | Нейт Мэнесс (Nate Maness)                 |                                      | 14-2 MMA, 3-1 UFC                    | 1 пораж.                             | [ 13 ]                               |                            |
| 5   | Лёгкий вес            | Грант Доусон (Grant Dawson)                    |                                      | 18-1-1 MMA, 6-0-1 UFC                | 1 победа                             | vs.                                  | Марк Мадсен (Mark Madsen)                 |                                      | 12-0 MMA, 4-0 UFC                    | 12 побед                             | [ 14 ]                               |                            |
|     |                       | Предварительный кард (Preliminary Card, ESPN+) |                                      |                                      |                                      |                                      |                                           |                                      |                                      |                                      |                                      |                            |
| 6   | Полулёгкий вес        | Дэррик Миннер (Darrick Minner)                 |                                      | 26-13 MMA, 2-3 UFC                   | 2 пораж.                             | vs.                                  | Шайлань Нурданбек (Shayilan Nuerdanbieke) |                                      | 37-10 MMA, 2-1 UFC                   | 2 победы                             | [ 15 ]                               |                            |
| 7   | Жен. наилегчайший вес | Миранда Маверик (Miranda Maverick)             |                                      | 10-4 MMA, 3-2 UFC                    | 1 победа                             | vs.                                  | Шэнна Янг (Shanna Young)                  |                                      | 8-4 MMA, 1-2 UFC                     | 1 победа                             | [ 16 ]                               |                            |
| 8   | Легчайший вес         | Марио Баутиста (Mario Bautista)                |                                      | 10-2 MMA, 4-2 UFC                    | 2 победы                             | vs.                                  | Бенито Лопес (Benito Lopez)               |                                      | 10-1 MMA, 2-1 UFC                    | 1 победа                             | [ 17 ]                               |                            |
| 9   | Жен. минимальный вес  | Полиана Виана (Polyana Viana)                  |                                      | 12-5 MMA, 3-4 UFC                    | 1 пораж.                             | vs.                                  | Джин Ю Фрей (Jinh Yu Frey)                |                                      | 11-7 MMA, 2-3 UFC                    | 1 пораж.                             | [ 18 ]                               |                            |
| 10  | Легчайший вес         | Людвик Шолинян (Liudvik Sholinian)             |                                      | 9-2-1 MMA, 0-1 UFC                   | 1 пораж.                             | vs.                                  | Джонни Муньос (Johnny Munoz Jr.)          |                                      | 11-2 MMA, 1-2 UFC                    | 1 пораж.                             | [ 19 ]                               |                            |
| 11  | Наилегчайший вес      | Карлос Канделарио (Carlos Candelario)          |                                      | 8-2 MMA, 0-1 UFC                     | 2 пораж.                             | vs.                                  | Джейк Хадли (Jake Hadley)                 |                                      | 8-1 MMA, 0-1 UFC                     | 1 пораж.                             | [ 20 ]                               |                            |
| 12  | Жен. легчайший вес    | Тамирис Видал (Tamires Vidal)                  | д                                    | 6-1 MMA, 0-0 UFC                     | 5 побед                              | vs.                                  | Рамона Паскуаль (Ramona Pascual)          |                                      | 6-4 MMA, 0-2 UFC                     | 2 пораж.                             | [ 21 ]                               |                            |
|     |                       | Отменённые бои                                 |                                      |                                      |                                      |                                      |                                           |                                      |                                      |                                      |                                      |                            |
|     | Полулёгкий вес        | Брайс Митчелл (Bryce Mitchell)                 | #9                                   | 15-0 MMA, 6-0 UFC                    | 15 побед                             | vs.                                  | Мовсар Евлоев (Movsar Evloev)▼            | #10                                  | 16-0 MMA, 6-0 UFC                    | 16 побед                             | [ 22 ]                               | Евлоев снялся из-за травмы |
|     | Тяжёлый вес           | Жаилтон Алмейда (Jailton Almeida)              |                                      | 17-2 MMA, 3-0 UFC                    | 12 побед                             | vs.                                  | Максим Гришин (Maxim Grishin)▼            |                                      | 32-9-2 MMA, 2-2 UFC                  | 1 победа                             | [ 23 ]                               |                            |

## Церемония взвешивания
Результаты официальной церемонии взвешивания бойцов перед турниром.
| Весовая категория и допустимый лимит в фунтах | Весовая категория и допустимый лимит в фунтах | Участники боёв и их вес в фунтах | Участники боёв и их вес в фунтах | Участники боёв и их вес в фунтах | Участники боёв и их вес в фунтах |
| --------------------------------------------- | --------------------------------------------- | -------------------------------- | -------------------------------- | -------------------------------- | -------------------------------- |
| Минимальный вес (женщины)                     | 115 (+1)                                      | Марина Родригес                  | 115,5                            | Аманда Лемус                     | 114,5                            |
| Полусредний вес                               | 170 (+1)                                      | Нил Магни                        | 170,5                            | Дэниел Родригес                  | 170                              |
| Тяжёлый вес                                   | 265 (+1)                                      | Чейз Шерман                      | 255,5                            | Джош Парисян                     | 265,5                            |
| Наилегчайший вес                              | 125 (+1)                                      | Тагир Уланбеков                  | 124,5                            | Нейт Мэнесс                      | 125,5                            |
| Лёгкий вес                                    | 155 (+1)                                      | Грант Доусон                     | 157,5 *                          | Марк Мадсен                      | 155                              |
| Полулёгкий вес                                | 145 (+1)                                      | Дэррик Миннер                    | 146                              | Шайлань Нурданбек                | 145,5                            |
| Наилегчайший вес (женщины)                    | 125 (+1)                                      | Миранда Маверик                  | 125,5                            | Шэнна Янг                        | 126                              |
| Легчайший вес                                 | 135 (+1)                                      | Марио Баутиста                   | 135,5                            | Бенито Лопес                     | 138,5 **                         |
| Минимальный вес (женщины)                     | 115 (+1)                                      | Полиана Виана                    | 115,5                            | Джин Ю Фрей                      | 115,5                            |
| Легчайший вес                                 | 135 (+1)                                      | Людвик Шолинян                   | 135,5                            | Джонни Муньос                    | 135,5                            |
| Наилегчайший вес                              | 125 (+1)                                      | Карлос Канделарио                | 128,5 ***                        | Джейк Хадли                      | 126                              |
| Легчайший вес (женщины)                       | 135 (+1)                                      | Тамирис Видал                    | 134                              | Рамона Паскуаль                  | 137 ****                         |

[*] Грант Доусон не смог уложиться в лимит легкой весовой категории и заплатит 30% от своего гонорара в пользу соперника;
[**] Бенито Лопез не смог уложиться в лимит легчайшей весовой категории и заплатит 20% от своего гонорара в пользу соперника;
[***] Карлос Канделарио не смог уложиться в лимит наилегчайшей весовой категории и заплатит 20% от своего гонорара в пользу соперника;
[****] Рамона Паскуал не смогла уложиться в лимит женской легчайшей весовой категории и заплатит 20% от своего гонорара в пользу соперницы.
Количество проваленных взвешиваний на данном турнире (четыре) стало повторением рекорда по данному показателю, который ранее был установлен на турнире UFC Fight Night 121 в ноябре 2017 года и впоследствии повторялся на турнирах UFC on ESPN 10 (июнь 2020 года) и UFC Fight Night 185 (февраль 2021 года).

## Результаты турнира
На турнире должен был состоятся бой в тяжёлом весе между Чейзом Шерманом и Джошем Парисяном. Ночью накануне дня проведения турнира Парисян почувствовал себя плохо и был увезён в больницу, после чего его бой с Шерманом был отменён организаторами.
| Бой    | Весовая категория      | Результат боя        | Результат боя     | Результат боя | Результат боя | Результат боя | Результат боя     | Результат боя | Способ победы                                       | Раунд | Время | Рефери в ринге | Прим.              |
|        |                        | Главный кард         |                   |               |               |               |                   |               |                                                     |       |       |                |                    |
| Бой 11 | Жен. минимальный вес   |                      | Аманда Лемус      | #7            | поб.          |               | Марина Родригес   | #3            | Технический нокаут (серия ударов руками)            | 3     | 0:54  | Джейсон Херцог |                    |
| Бой 10 | Полусредний вес        |                      | Нил Магни         | #13           | поб.          |               | Дэниел Родригес   | #14           | Сдача, удушающий приём (удушение Д`Арс)             | 3     | 3:33  | Херб Дин       | Выступление вечера |
| Бой 9  | Полулёгкий вес         |                      | Шайлань Нурданбек |               | поб.          |               | Дэррик Миннер     |               | Технический нокаут (удары локтями)                  | 1     | 1:07  | Марк Смит      |                    |
| Бой 8  | Наилегчайший вес       |                      | Тагир Уланбеков   |               | поб.          |               | Нейт Мэнесс       |               | Сдача, удушающий приём (гильотина)                  | 1     | 2:11  | Крис Тоньони   |                    |
| Бой 7  | Промежуточный вес *    |                      | Грант Доусон      |               | поб.          |               | Марк Мадсен       |               | Сдача, удушающий приём (удушение сзади)             | 3     | 2:05  | Херб Дин       |                    |
|        |                        | Предварительный кард |                   |               |               |               |                   |               |                                                     |       |       |                |                    |
| Бой 6  | Жен. наилегчайший вес  |                      | Миранда Маверик   |               | поб.          |               | Шэнна Янг         |               | Единогласное решение (30–26, 30–26, 30–26)          | 3     | 5:00  | Джейсон Херцог |                    |
| Бой 5  | Промежуточный вес **   |                      | Марио Баутиста    |               | поб.          |               | Бенито Лопес      |               | Сдача, болевой приём (рычаг локтя в треугольнике)   | 1     | 4:54  | Крис Тоньони   | Выступление вечера |
| Бой 4  | Жен. минимальный вес   |                      | Полиана Виана     |               | поб.          |               | Джин Ю Фрей       |               | Нокаут (серия ударов руками)                        | 1     | 0:47  | Херб Дин       | Выступление вечера |
| Бой 3  | Легчайший вес          |                      | Джонни Муньос     |               | поб.          |               | Людвик Шолинян    |               | Единогласное решение (30–27, 30–27, 29–28)          | 3     | 5:00  | Марк Смит      |                    |
| Бой 2  | Промежуточный вес ***  |                      | Джейк Хадли       |               | поб.          |               | Карлос Канделарио |               | Сдача, удушающий приём (треугольник)                | 2     | 2:39  | Джейсон Херцог |                    |
| Бой 1  | Промежуточный вес **** |                      | Тамирис Видал     | д             | поб.          |               | Рамона Паскуаль   |               | Технический нокаут (удар коленом в голову в прыжке) | 1     | 3:06  | Крис Тоньони   | Выступление вечера |

Официальные судейские карточки турнира.

## Награды
Следующие бойцы были удостоены денежного бонуса в $50,000:
- Лучший бой вечера: бонус не присуждался
- Выступление вечера: Нил Магни, Марио Баутиста, Полиана Виана и Тамирис Видал

## Счылки
- Официальный раздел турнира UFC Fight Night 214. на сайте UFC.